# Cabera leptographa
Cabera leptographa là một loài bướm đêm trong họ Geometridae.